# Maintenon
 Maintenon  es una población y comuna francesa, en la región de  Centro, departamento de Eure y Loir, en el distrito de Chartres. Es el chef-lieu del cantón de Maintenon, aunque Épernon la supera en población.

## Demografía
| 2978 | 3325 | 3313 | 3388 | 4161 | 4440 |
| Para los censos de 1962 a 1999 la población legal corresponde a la población sin duplicidades (Fuente: INSEE [Consultar]) |      |      |      |      |      |